# Naomi James
Naomi Christine James (nacida en 1949) es una navegante neozelandesa conocida por ser la primera mujer en dar la vuelta al globo navegando a vela a través de Cabo de Hornos y ser la segunda mujer en dar la vuelta al globo navegando a solas, tras la polaca Krystyna Chojnowska-Liskiewicz que lo hizo a través del Canal de Panamá. 
Partió de Dartmouth, Devon (Inglaterra) el 9 de septiembre de 1977 y finalizó su viaje 272 días después el 8 de junio de 1978, superando en dos días el tiempo del navegante solitario Francis Chichester.
Naomi James publicó el libro "A Solas con el Mar" (At one with the sea) sobre la base de sus anotaciones de cuaderno de bitácora y vivencias. Su lectura cautivó a varias generaciones de navegantes a vela tanto en España como en el resto del mundo.